# 히로시마 전철 히지야마선
히로시마 전철 미나미 선(広島電鉄皆実線)은 히로시마 전철이 보유한 궤도 노선이다. 전선이 히로시마현 히로시마시 미나미구안을 주행한다.
신고상의 정식명칭은 「미나미 선」이지만, 히로시마 전철에서는 노선도에 '히지야마 선(比治山線)이라고 하는 노선명을 이용하고 있어 정류장 번호의 머리 글자도 H가 되어 있다(Minami의 M이면 본선·미야지마 선의 M과 겹친다고 하는 견해도 있다). 그 때문에 미나미 선이라고 하는 정식명칭은 거의 사용되지 않고, 오로지 히지야마 선으로 불리고 있다.(그 때문에 이 문서 제목도 '미나미 선'이 아닌 '히지야마 선'이라 칭한다.)이 노선을 경유하는 5호선은 오승방지 때문에 히로시마역에서 다른 계통과 홈이 구별되고 있다.

## 노선 정보
- 노선 거리(영업 킬로)：2.5km
- 궤간：1435mm
- 전차 정류장수：7(종점 포함)
- 복선 구간：전선
- 전철화 구간：전선(직류 600V)

## 운행 형태
이하의 계통이 운행되고 있다.
■5호선
- 원칙으로, 히로시마역 - 히지야마시타 - 미나미마치 6가 - 히로시마항의 계통으로 운행
- 출퇴근 시간시에 미나미마치 6가 발 히로시마역 행이 되는 전철, 심야의 히로시마역 발 최종편은 미나미마치 6가행이 되는 전철이 있다.
- 평소 1차량의 전철로 운행된다. 평일의 출퇴근 시간시에는 3량 또는 5량 연접의 전철도 운행된다.

## 역사
1944년 12월 27일 마토바초 - 미나미마치 3가(현재의 미나미마치 6가)간이 개통. 전시중의 히로시마 역 - 우지나항 사이의 수송력 강화를 목표로 한 것으로, 건설을 위한 선로는 미야지마 선을 단선화해 공수했다.

## 정류장 목록
※ 전 노선 히로시마현 히로시마시 미나미구에 소재.
| 역 번호 | 정류장 명          | 정류장 일어명 | 역간 거리 | 영업 거리 | 운행 계통 | 운행 계통 | 운행 계통 | 운행 계통 | 운행 계통 | 운행 계통 | 운행 계통 | 운행 계통 | 접속 노선               |
| ------- | ------------------ | ------------- | --------- | --------- | --------- | --------- | --------- | --------- | --------- | --------- | --------- | --------- | ----------------------- |
| H3      | 마토바초           | 的場町        | -         | 0.0       |           |           |           |           |           |           |           |           | 히로시마 전철 본선      |
| H4      | 단바라잇초메       | 段原一丁目    | -         | 0.5       |           |           |           |           |           |           |           |           |                         |
| H5      | 히지야마시타       | 比治山下      | 0.4       | 0.9       |           |           |           |           |           |           |           |           |                         |
| H6      | 히지야마바시       | 比治山橋      | 0.5       | 1.4       |           |           |           |           |           |           |           |           |                         |
| H7      | 미나미쿠야쿠쇼마에 | 南区役所前    | 0.3       | 1.7       |           |           |           |           |           |           |           |           |                         |
| H8      | 미나미마치니초메   | 皆実町二丁目  | 0.4       | 2.1       |           |           |           |           |           |           |           |           |                         |
| H9      | 미나미마치로쿠초메 | 皆実町六丁目  | 0.4       | 2.5       |           |           |           |           |           |           |           |           | 히로시마 전철 우지나 선 |